# 7852 Itsukushima
A 7852 Itsukushima (ideiglenes jelöléssel 7604 P-L) a Naprendszer kisbolygóövében található aszteroida. Cornelis Johannes van Houten,  Ingrid van Houten-Groeneveld és Tom Gehrels fedezte fel 1960. október 17-én.